# SunSet Swish 5th Anniversary Complete Best
『SunSet Swish 5th Anniversary Complete Best』（サンセット・スウィッシュ・フィフス・アニバーサリー コンプリート・ベスト）は、日本のバンドSunSet Swish（現：Swish!）のベストアルバム。

## 解説
2005年のデビューから5周年になることを機にリリースされた初のベストアルバム。デビューシングル「明日、笑えるように」から発売日時点での最新シングル「バライロ」までのシングル曲13曲（配信限定シングル「浪漫少年」を含む）およびカップリング曲3曲の計16曲を収録。なお、新曲の収録はない。

## 収録曲
1. 明日、笑えるように [4:29]
作詞：SunSet Swish 作曲：石田順三 編曲：坂本昌之
1stシングル。フジテレビ系ドラマ『曲がり角の彼女』挿入歌。シングルバージョンはアルバム初収録。
2. 風のランナー [5:25]
作詞/作曲：石田順三 編曲：坂本昌之
2ndシングル。テレビ東京系アニメ『冒険王ビィト エクセリオン』エンディングテーマ。シングルバージョンはアルバム初収録。
3. マイペース [4:25]
作詞/作曲：石田順三 編曲：坂本昌之・SunSet Swish
3rdシングル。テレビ東京系アニメ『BLEACH』エンディングテーマ。
4. 夏が来れば [5:44]
作詞/作曲：石田順三 編曲：SunSet Swish
4thシングル。ABCテレビ『おはよう甲子園です』エンディングテーマ。
5. 君がいるから [4:46]
作詞/作曲：石田順三 編曲：坂本昌之
5thシングル。松竹配給映画『天使の卵』主題歌、テレビ朝日系テレビドラマ『天使の梯子』主題歌。
6. モザイクカケラ [4:40]
作詞/作曲：石田順三 編曲：坂本昌之・SunSet Swish
6thシングル。毎日放送・TBS系アニメ『コードギアス 反逆のルルーシュ』エンディングテーマ。
7. ありがとう [4:55]
作詞/作曲：石田順三 編曲：鈴木Daichi秀行・SunSet Swish
7thシングル。毎日放送・TBS系アニメ『おおきく振りかぶって』エンディングテーマ。シングルバージョンはアルバム初収録。
8. PASSION [5:44]
作詞/作曲：石田順三 編曲：松浦晃久・SunSet Swish
8thシングル。UHFドラマ『RHプラス』エンディングテーマ。
9. I Love You [4:34]
作詞/作曲：石田順三 編曲：島田昌典・SunSet Swish
9thシングル。リクルート結婚情報誌『ゼクシィ』CMソング。
10. あすなろ [4:52]
作詞：冨田勇樹 作曲：石田順三 編曲：鶴谷崇・SunSet Swish
10thシングル。アスミック・エース配給映画『ハンサム★スーツ』挿入歌。
11. 浪漫少年 [5:12]
作詞：SunSet Swish 作曲：石田順三 編曲：松浦晃久・SunSet Swish
配信限定シングル。関西テレビ・フジテレビ系『グータンヌーボ』エンディングテーマ。
12. さくらびと [5:25]
作詞/作曲：石田順三 編曲：坂本昌之・SunSet Swish
11thシングル。テレビ東京系アニメ『BLEACH』エンディングテーマ。
13. バライロ [3:48]
作詞/作曲：冨田勇樹 編曲：松浦晃久・SunSet Swish
12thシングル。毎日放送・TBS系ドラマ『三代目明智小五郎〜今日も明智が殺される〜』主題歌。アルバム初収録。
14. Top Of The Morning [3:55]
作詞：冨田勇樹 作曲：石田順三 編曲：鈴木Daichi秀行・SunSet Swish
7thシングルのカップリング曲。ABCテレビ『おはよう朝日です』テーマソング。アルバム初収録。
15. 三日月の舟 [4:19]
作詞：佐伯大介 作曲：石田順三 編曲：SunSet Swish
4thシングルのカップリング曲。アルバム初収録。
16. あなたに [4:41]
作詞/作曲：石田順三 編曲：Jin Nakamura・SunSet Swish
9thシングルのカップリング曲。大沢あかね著書『母ひとり、娘ひとり』CMソング。アルバム初収録。